# Kathedrale St. Dionysius Areopagita

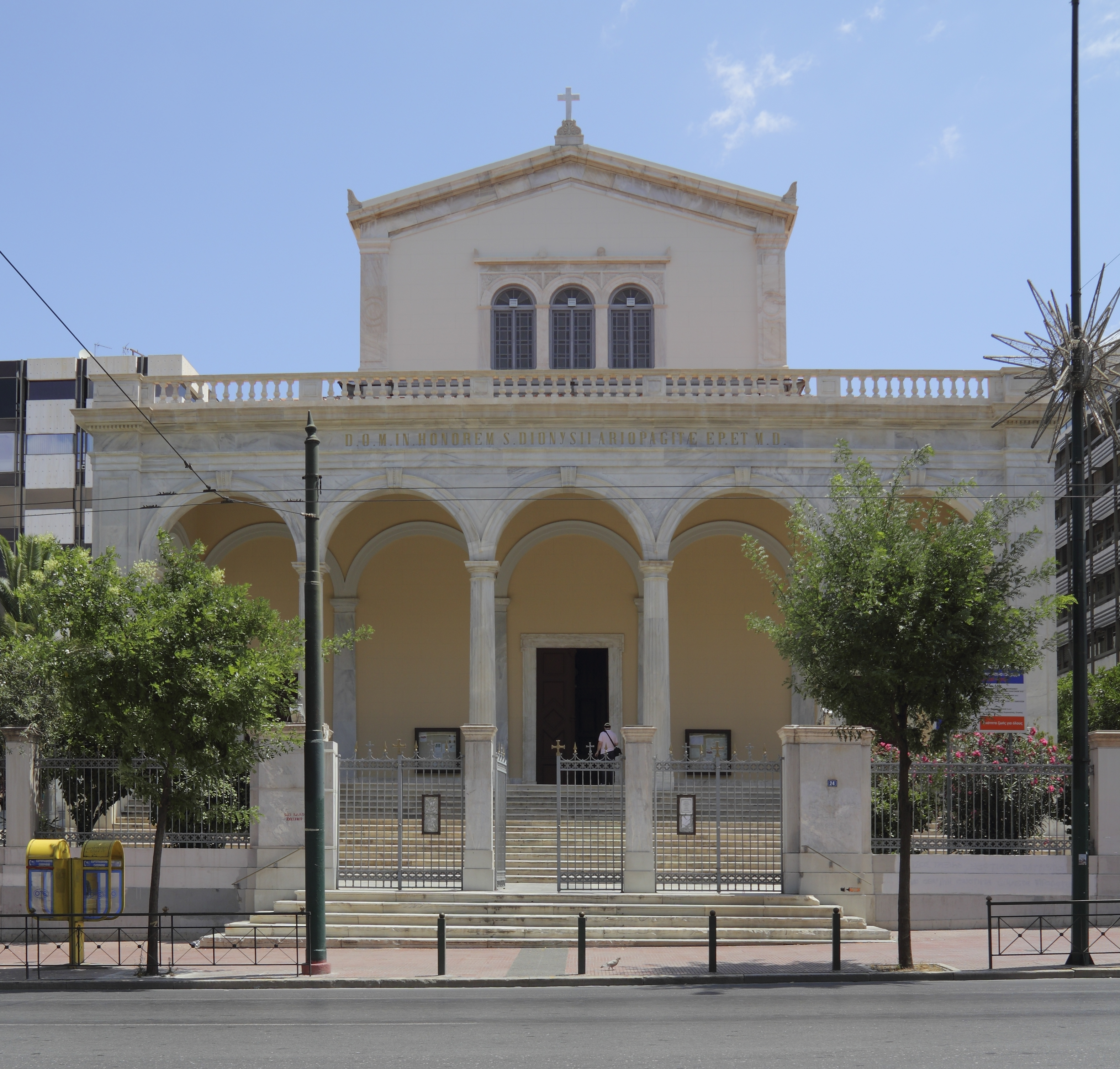
Kathedrale St. Dionysius Areopagita

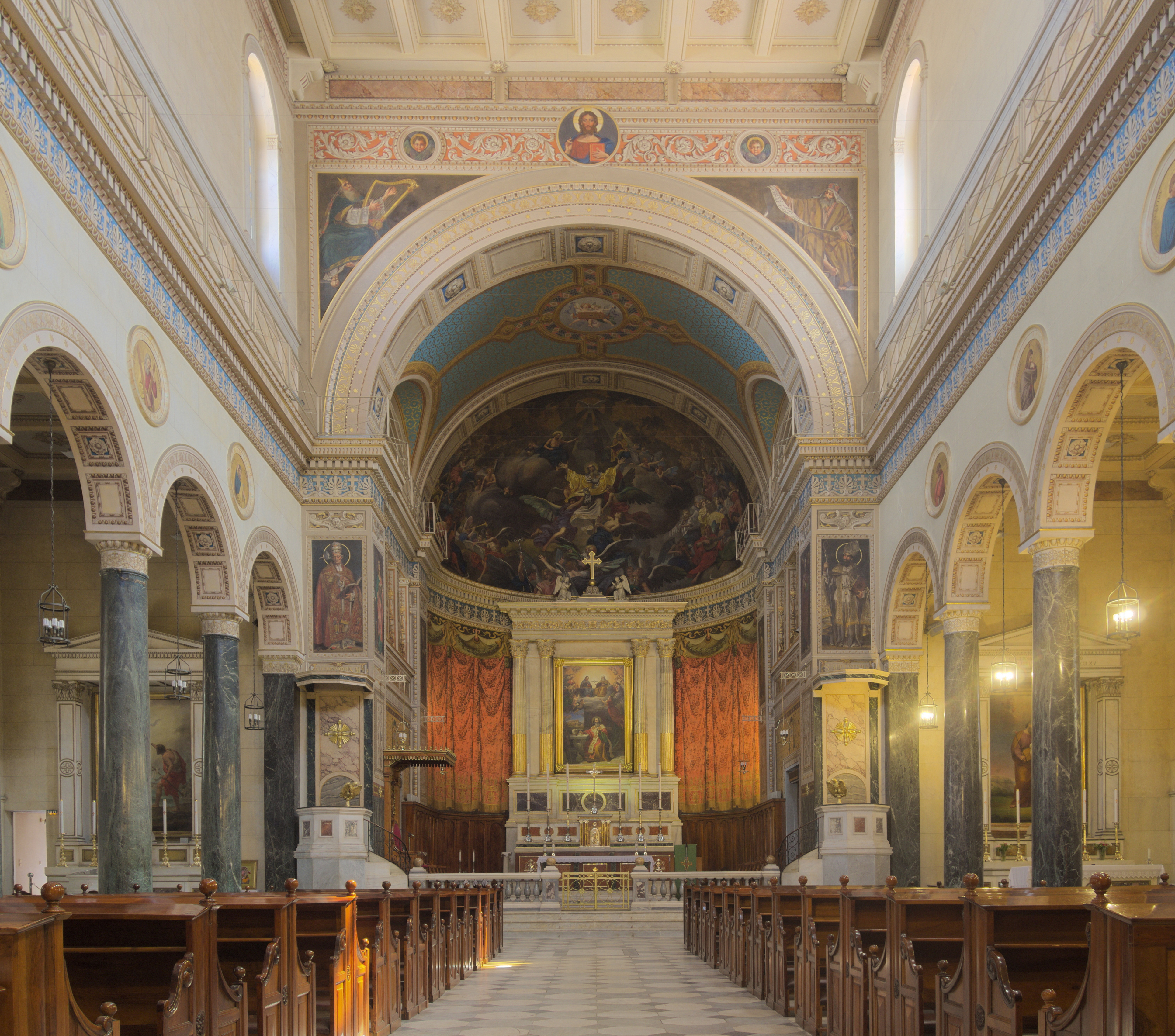
Innenansicht

Die Kathedrale St. Dionysius Areopagita (griechisch Καθεδρικός Ναός Αγίου Διονυσίου Αρεοπαγίτη) ist die Kathedrale des römisch-katholischen Erzbistums Athen. Sie trägt den Namen von Dionysius Areopagita und liegt an der Panepistimiou in unmittelbarer Nachbarschaft zur Athener Trilogie.

## Geschichte
1847 kaufte die katholische Gemeinde in Athen ein Grundstück zum Bau einer Kathedrale, 1853 war Baubeginn. Der Neorenaissance-Bau wurde von Leo von Klenze entworfen, Vorbild der Straßenfront war der Eingang der Abtei St. Bonifaz in München. Die Fertigstellung zog sich aufgrund der Finanzierung durch Spenden bis 1865 hin. Der Architekt Lysandros Kaftantzoglou, Leiter der Fakultät Gestaltung an der Technischen Universität, betreute unentgeltlich die Ausführung.
Eine Spende von Kaiser Franz Josef 1869 ermöglichte die Vervollständigung des Innenausbaus. Die Glasfenster sind von Karl de Bouché, ausgemalt wurde die Kirche von Guglielmo Bilancioni (1836–1907) aus Rimini, der Boden ist mit pentelischem Marmor ausgelegt.
Seit 1877 ist die St.-Dionysius-Kathedrale eine Basilica minor.
Das Gebäude wurde beim Erdbeben von 1999 beschädigt und musste teilweise abgestützt werden. 2002 bis 2004 wurden die Schäden repariert und die Kirche von Grund auf restauriert.